# European Spallation Source
Pour les articles homonymes, voir ESS.
L'European Spallation Source (ESS, en français « source européenne de spallation ») est une future installation de recherche scientifique sur la matière utilisant des techniques de diffraction de neutrons. Elle doit permettre d'obtenir des résultats d'analyse dix fois plus rapidement qu'avec les installations existantes les plus performantes.

## Choix du site
À l'origine, trois sites d'implantation sont envisagés: Bilbao, dans le Nord de l'Espagne, Debrecen en Hongrie et Lund.
Le 28 mai 2009, sept pays indiquent leur soutien pour l'installation de l'ESS en Suède. De surcroît, la Suisse et l'Italie indiquent qu'elles soutiendraient le lieu recueillant la majorité.
Le 6 juin 2009, l'Espagne retire la candidature de Bilbao et signe un accord de collaboration avec la Suède qui soutient Lund comme site principal, à condition que les travaux de développement de certains équipements critiques soient attribués à Bilbao. Ceci permet de fixer définitivement l'implantation de l'ESS. 
En décembre 2009, la Hongrie choisit également soutenir l'ESS à Lund, ce qui conduit au retrait de la candidature de Debrecen,.
ESS Scandinavia est hébergé conjointement par la Suède et le Danemark, la source elle-même étant installée à Lund, en Suède près de l'université de Lund et de plusieurs centres de recherche, et les installations de traitement des données seront situés près de Copenhague. 
Depuis juillet 2010, l'équipe et la direction de l'ESS Scandinavia a été transférée de l'Université de Lund à la European Spallation Source ESS AB, une société à responsabilité limitée créée pour concevoir, construire, détenir et faire fonctionner l'European Spallation Source de Lund. Le siège de la société est situé dans le centre-ville de Lund. 

## Projet
La construction à Lund, en Suède, commence le 30 juin 2014, et la mise en service est prévue en 2025 avec une installation entièrement opérationnelle en 2028. En 2016, le Comité directeur de l'ESS rassemble 16 pays partenaires.
La future installation est composée d'un accélérateur linéaire dans lequel des protons sont accélérés et projetés sur une cible en tungstène. Ces deux sous-ensembles constituent la source de neutrons thermiques et froids. Avec ce procédé, des émissions intenses de bouffées de neutrons sont conduites dans des lignes de guidage et de tri jusqu'aux stations d'expérimentation où sont menées des recherches avancées sur la matière dans les domaines très divers dont l'énergie, les télécommunications, la fabrication, les transports, les technologies de l'information, les biotechnologies et la santé.
L'ESS sera dix fois plus puissante que les installations américaines et japonaises alors existantes.
Les plans de construction d'ESS et de MAX IV prévoient une zone entre les deux installations ; un « village scientifique » (ou « village des sciences ») doit y être construit.

## Impact environnemental
- La cible sera constituée de tungstène solide[6].
- L'utilisation du faisceau s'accompagnera d'une consommation électrique crête de 38 MW : « La quantité maximale d'électricité nécessaire au fonctionnement de l'ESS a été estimée à environ 270 GWh/an, ce qui correspond à peu près à la consommation annuelle de 40 000 appartements ou d'une petite municipalité suédoise. Lorsque l'ESS sera entièrement mis en service, la consommation d'énergie à Lund augmentera de 20 à 30 % »[8]
- L'installation génèrera une quantité d'énergie excédentaire estimée à 254 GWh/an. Il s'agit de l'eau issue du circuit de refroidissement du système. Ce système est prévu pour fonctionner avec trois niveaux de température. Il pourra injecter cette chaleur fatale dans un réseau de chaleur urbain et utiliser in situ les températures plus basses pour chauffer les bâtiments de l'ESS, et peut-être même quelques autres bâtiments proches via un réseau de chauffage urbain à « basse température »[8].
- Les substances générées par le faisceau de neutrons seront radioactives et volatiles. Ces matériaux radioactifs nécessiteront une logistique spécifique pour leur traitement et entreposage, s'appuyant notamment sur des centres d'entreposage tiers.
- ESS, E.on et Lunds Energi collaborent à ce projet de premier centre de recherche de grande échelle, dont l'architecture se veut compatible avec les principes et critères de développement durable pour ce qui concerne l'énergie, une certification BREEAM des bureaux permanents, le respect de la biodiversité et l'utilisation d'écomatériaux[9].